# Athenaeum - Polak & Van Gennep
Athenaeum – Polak & Van Gennep is een Nederlandse uitgeverij, gevestigd te Amsterdam. De uitgeverij is vooral bekend om haar omvangrijke bibliotheek van Griekse en Romeinse literatuur, en om de vele titels uit de wereldliteratuur in de breedste zin, met auteurs variërend van Franz Kafka tot Willem Elsschot en van Marguerite Yourcenar tot Ida Gerhardt.

## Geschiedenis
De oorspronkelijke uitgeverij onder de naam Polak & Van Gennep werd in 1962 opgericht door Johan B.W. Polak (1928-1992) en Rob van Gennep (1937-1994), en is beroemd om haar bijna bibliofiele, kwalitatief hoogstaande en goed vertaalde klassieken. Yourcenar vond er onderdak, maar ook de eerste druk van De taal der liefde (1972), door een schrijver die toen nog G.K. van het Reve heette, zag er het licht. De uitgeverij gaf ook het literair tijdschrift Merlyn uit.
Van Gennep was een sociaal bevlogen uitgever; hij hield zich vooral met literatuur en politiek bezig. Polak was meer gericht op de liefde voor de letteren, die het niet veel uitmaakte of een boek goed verkocht of niet, als hij vond dat dat boek uitgegeven hoorde te worden. 'Als uitgever ben ik natuurlijk totaal mislukt', placht hij te zeggen. Financieel was zijn onderneming inderdaad geen succes, maar Polak kon zich dat veroorloven: hij had van zijn ouders een groot kapitaal geërfd.

## Splitsing
Eind jaren zestig bleek dat er verschillen van inzicht of stijl bestonden tussen beide uitgevers, en ze gingen in goede verstandhouding uiteen in twee zaken, Van Gennep onder zijn eigen naam en Polak onder de naam Athenaeum – Polak & Van Gennep, die zelfstandig bleef tot het einde van de jaren tachtig. Daarna was de uitgeverij een imprint van uitgeverij Querido, maar inmiddels is ze, evenals Querido, zelfstandig binnen de Weekbladpersgroep.

## Perpetua-reeks
Sinds oktober 2007 geeft de uitgeverij een reeks uit met de 100 beste boeken van de wereld. Ieder seizoen verscheen er een klassieker uit de wereldliteratuur, van een overleden auteur.